# 金陵友谊奖
金陵友谊奖为南京市人民政府於2007年创立的獎項，颁给对于南京市金陵友谊奖是中国江苏省南京市的一项国际性友好奖项，旨在表彰对中华文化、中外友谊和世界和平做出杰出贡献的人士或组织。该奖项首次设立于1994年，每两年评选一次。获奖者可以是政治家、学者、艺术家、企业家等领域的杰出人士，也可以是国际组织或非政府组织。
该奖项的评选和颁发由南京市政府主办，由南京市人民政府外事办公室具体负责。自设立以来，已经评选出了多位来自不同国家的获奖者，包括美国前国务卿基辛格、联合国前秘书长安南、意大利前总理多梅尼科·斯卡拉梅萨、法国前总理拉法兰、日本电影导演竹内亮等人士。